# Ordre de bataille confédéré à Ball's Bluff
L'ordre de bataille confédéré à Ball's Bluff présente les unités de l'armée des États confédérés et les commandants qui ont combattu lors de la bataille de Ball's Bluff au cours de la guerre de Sécession, qui s'est déroulée du 20 au 24 octobre 1861 dans le comté de Loudoun, en Virginie, aussi appelée la bataille de Leesburg ou la bataille de Harrison Island. L'ordre de bataille unioniste à Ball's Bluff est indiqué séparément.

## Abréviations utilisées

### Grade militaire
- Général
- Lieutenant général
- Major général
- Brigadier général
- Colonel
- Lieutenant-colonel
- Commandant
- Capitaine
- Premier lieutenant

- Bvt = Breveté

### Autre
- (b) = blessé
- mb = mortellement blessé
- † = tué
- (PDG) = capturé

## Forces confédérées autour de Ball's Bluff et d'Edwards Ferry
Colonel Nathan « Shanks » Evans

### Armée du Potomac
Général Joseph E. Johnston (absent)
| Brigade                                     | Régiments et autres |
| ------------------------------------------- | --- |
| Septième brigade Colonel Nathan Evans       | - 8th Virginia Infantry (en) : Colonel Eppa Hunton - 13 Mississippi Infantry : Colonel William Barksdale - 17 Mississippi Infantry : Colonel Winfield Scott Featherston (en) - 18 Mississippi Infantry : Colonel Erasmus Burt (en)                                                                              |
| Cavalerie Lieutenant-colonel Walter Jenifer | - Chesterfield Light Dragoons (compagnie) : Capitaine William B. Ball - Loudoun Cavalry (compagnie) : Capitaine William W. Mead - Madison Invincibles (compagnie): Capitaine William Thomas - Powhattan Troop (compagnie): Capitaine John F. Lay - Wise Dragoons (compagnie): Premier lieutenant James Morehead |
| Artillerie                                  | - Richmond Howitzers, 1er Co. : Capitaine John C. Shields |